# Warwickslade Cutting Railway
| Warwickslade Cutting Railway | Warwickslade Cutting Railway               |
| ---------------------------- | ------------------------------------------ |
| Warwickslade Cutting Railway |                                            |
| Streckenlänge:               | 2,0 km                                     |
| Spurweite:                   | 1435 mm (Normalspur)                       |
| Zweigleisigkeit:             | Ausweichstellen am Anfang und in der Mitte |
|                              |                                            |

Die Warwickslade Cutting Railway war eine temporäre Feldbahn, die mit vorgefertigten Gleisabschnitten verlegt wurde, um einen Warwickslade Cutting genannten Graben, der um 1850 im New Forest ausgehoben worden war, mit Schotter und Lehm aufzufüllen. 2009 entschied sich die britische Forestry Commission, den geraden Graben aufzufüllen und durch einen renaturierten, in engen Windungen fließenden Bachlauf zu ersetzen.

## Projekt

### Zielsetzung

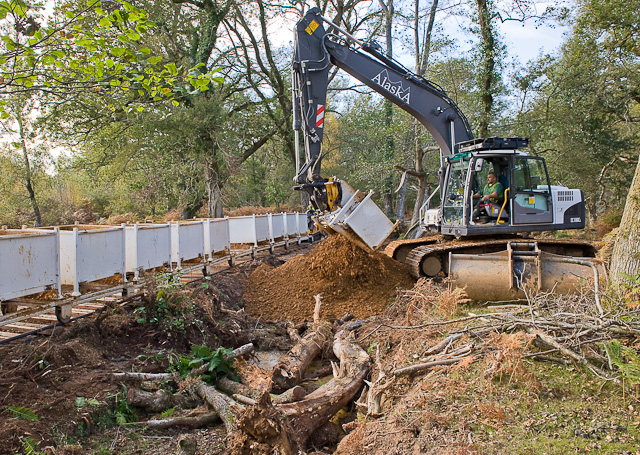
Die Container des Zuges konnten zum Auffüllen des Grabens von einem Hydraulikbagger mit einem Spezialgreifer von den Loren gehoben werden

Warwickslade Lawn ist ein Naturschutzgebiet (Site of Special Scientific Interest) und war „in einem sich zunehmend verschlechternden Zustand, weil der künstlich ausgehobene Entwässerungsgraben dazu führte, dass es keine saisonelle Beeinflussung der Habitate auf den Wiesen und im Wald gab.“ Überraschenderweise konnte der Verlauf des ursprünglichen Bachbetts aus der Zeit von vor 1850 noch deutlich ausgemacht werden. Das Ziel der Arbeiten war es, den ursprünglichen Bachlauf so original wie möglich wiederherzustellen, indem der Graben aufgefüllt wurde. Es war erforderlich, 10.000 Tonnen Aushub in den Graben einzubringen sowie Lehm, um eine wasserdichte Barriere zu bilden, damit das Wasser dem gewünschten Lauf folgt.

### Vertragspartner
Die Vertragspartner waren Alaska Environmental Contracting. Sie verwendeten 8, 13 und 18 Tonnen schwere Hydraulikbagger, 10 Tonnen schwere Kipper auf Gummiraupen sowie eine innovative Feldbahn.
Um die 10.000 Tonnen Aushub einzubringen, hätte ein Morooka-MST-2200vd-Raupenkipper 1000-mal hin- und herfahren müssen. Die Vertragspartner Alaska entschieden sich daher für das Experiment, eine Feldbahn zu konstruieren und bis zum Graben zu verlegen, die über einen befestigten Waldweg erreicht werden konnte. Dadurch sollte die Bodenverdichtung minimiert werden, denn es mussten keine schweren Erdtransportfahrzeuge eingesetzt werden. Außerdem wurden die Geräusch- und CO2-Emissionen reduziert. Die Arbeiten konnten darüber hinaus auch bei regnerischem Wetter durchgeführt werden. Die Projektkosten von 214.500 £ (275.000 €) schlossen die Miete der Maschinen und die Arbeit (106.500 £) sowie den Aushub (108,000 £) ein.

### Gleis

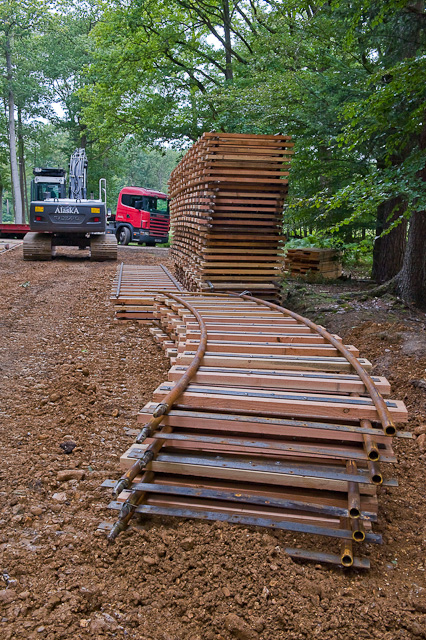
Das Gleis ließ sich über Rohr-Bolzen-Verbindungen wie das einer Spielzeugeisenbahn zusammenstecken

Das Gleis wurde ab dem 2. September 2009 auf einem breiten mit Gras bewachsenen Waldweg verlegt. Die Schienen bestanden aus runden Stahlrohren mit etwa 6 mm Wandstärke, die auf Stahlquerstangen verschweißt waren, die wiederum auf hölzerne Schwellen verschraubt wurden. An den Stoßstellen wurde auf einer Seite ein Bolzen eingeschweißt, um mit der nächsten Schiene verbunden zu werden. Daher konnten die Gleise wie die einer Spielzeugeisenbahn aus geraden und gebogenen Gleisabschnitten zusammengesteckt werden.
Durch den Einsatz der Feldbahn sollte bei der Anlieferung des Aushubs die Umwelt geschützt werden. Der Morooka-Raupenkipper hatte einen Motor mit 250 PS, während die zum Transport von 10 Tonnen Aushub verwendeten Boxer-532DX-Miniraupenschlepper nur 32 PS hatten. Das sind mit Gummiraupen ausgerüstete Fahrzeuge, die mit einer Zusatzachse auf dem Gleis geführt wurden. Daher gab weniger Bodenverdichtung. Das Gleis brachte nur einen berechneten Bodendruck von weniger als 2 N/cm² (3 psi) auf, wenn ein mit 10 Tonnen Aushub vollbeladener Zug darüber fuhr, so dass die Schwellen kaum in den streckenweise sehr feuchten Boden gepresst wurden. Die Gleise konnten dadurch ohne Gleisschotter verlegt werden.
Die Schrauben, mit denen die Schienen auf den Schwellen verschraubt waren, lösten sich während des Betriebes stellenweise, insbesondere an Stellen, wo die Miniraupenschlepper entgleist waren. Während ein Teil des Gewichts bei der normalen Fahrt über die Zusatzachse auf die Schienen aufgebracht wurde, wurde nach Entgleisungen das Gesamtgewicht über die Gummiraupen auf die Schwellen aufgebracht. Einige Schwellen brachen während des Betriebes, insbesondere in Streckenabschnitten, die nur unzureichend durch abgesägte Äste und Baumstämme unterstützt wurden. Weil die Züge nur langsam fuhren, wurde bei den gelegentlichen Entgleisungen niemand verletzt und es gab nur geringen Sachschaden. Nach Beendigung der Erdarbeiten wurden die Gleise entfernt. Das Projekt wurde am 19. November 2009 erfolgreich beendet.

### Züge

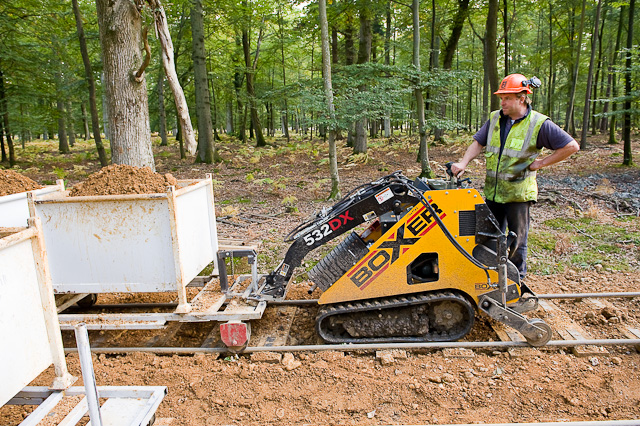
Die Züge wurden mit über Zusatzachsen geführten Raupenschleppern geschoben oder gezogen, deren Gummiraupen auf den Schwellen liefen

Zwei Züge bestanden jeweils aus zehn weiß lackierten Loren mit einem abnehmbaren Container. Jeder Zug konnte zehn Tonnen Aushub pro Fahrt transportieren. Die beiden Lokomotiven waren umgebaute Boxer-532DX-Miniraupenschlepper, auf dem die Fahrer standen. Sie konnten den Zug schieben oder ziehen. Die Loren hatten Plastikräder, die entweder auf dem zylindrischen Gleis oder bei Weichen auf einer ebenen Fläche laufen konnten. Die Räder waren über Nadellager reibungsarm gelagert. Die Miniraupenschlepper übertrugen die Antriebskraft über die Gummiraupen auf die Schwellen. Am hinteren Ende hatten sie zwei Stahl-Führungsräder, deren Höhe hydraulisch eingestellt werden konnte. Um Weichen zu passieren, wurden die Führungsräder angehoben.
Die zwei Züge wurden von einem neu gebauten Depot bei Vinney Ridge aus eingesetzt, wo es eine Weiche gab, um einen zweigleisigen Abschnitt zu befahren. Dort wurde ein Zug beladen, während der andere 1½ Kilometer südwärts Richtung Brockenhurst fuhr, wo das Gleis parallel zum Graben verlegt worden war. Dort hob ein schwerer Hydraulikbagger die Container mit einem Spezialgreifer von den Loren und entleerte sie in den Graben, ohne sich seitwärts bewegen zu müssen.

## Weblinks

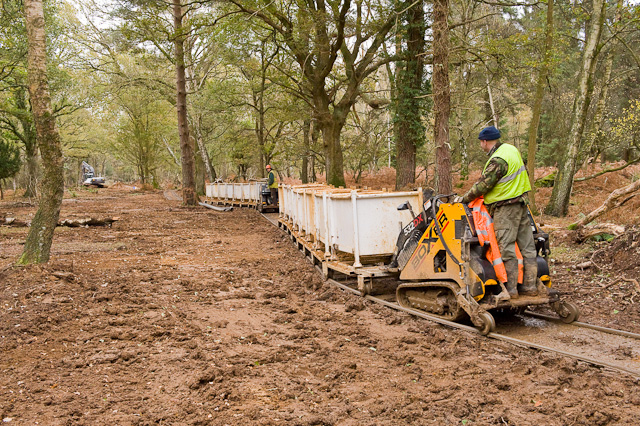
Die leeren Züge wurden von den Miniraupenschleppern zurück zur Beladestelle gezogen